# 突然の訪問者
『突然の訪問者』（とつぜんのほうもんしゃ、The Visitors）は、1972年のアメリカ合衆国のドラマ映画。監督はエリア・カザン、出演はジェームズ・ウッズとパトリシア・ジョイスなど。映画公開当時は政治的なタブーであったベトナム帰還兵問題を題材にしている。日本では劇場未公開だがWOWOWなどテレビで放送された。

## ストーリー
ベトナム帰還兵のビルは、内縁の妻マーサと生まれたばかりの息子ハルの3人で、マーサの父親で売れっ子作家のハリーが所有する田舎の小さなコテージで静かに暮らしていた。そんなある日、ビルのベトナム時代の戦友だったマイクとトニーが不意に訪ねてくる。
何も知らないマーサは2人を招き入れるが、ビルは2人の突然の訪問に狼狽する。実は3人の間には忘れることの出来ないベトナムでの「因縁」があったのだ。

## キャスト
- ビル・シュミット: ジェームズ・ウッズ
- マーサ・ウェイン: パトリシア・ジョイス
- ハリー・ウェイン: パトリック・マクヴィ（英語版）
- マイク・ニカーソン: スティーヴ・レイルズバック
- トニー・ロドリゲス: チコ・マルティネス

## 備考
- 製作・脚本のクリス・カザンはエリア・カザン監督の息子である[2]。
- ジェームズ・ウッズの映画デビュー作である[2]。